# Олейников, Виталий Михайлович
Виталий Михайлович Олейников (4 июня 1927 — 28 декабря 1999) — передовик советского рыболовства, капитан-директор Антарктической китобойной флотилии «Советская Россия» Министерства рыбного хозяйства СССР, Приморский край, Герой Социалистического Труда (1976).

## Биография
Родился 4 июня 1927 году в городе Благовещенске Амурского округа Дальневосточного края в русской рабочей семье. в 1943 году. в возрасте шестнадцати лет. завершив обучение в школе, поступил во Владивостокский морской рыбный техникум. Все годы своей учёбы в техникуме, в том числе и последние годы войны, плавал в море на юнгой, получал практический опыт. В 1947 году окончил учебное заведение в числе лучших выпускников. За счёт имеющего опыта работы был сразу назначен на должность второго помощника капитана китобойного судна «Ураган» Второй Дальневосточной флотилии. 
В дальнейшем был переведён на должность старшего помощника капитана, а затем назначен капитаном на судах управления китобойного промысла, с 1952 года работал капитаном дальнего плавания на китобойных флотилиях, в том числе капитан судна «Мозырь». 
В 1964 году завершил обучение на заочном факультете Дальневосточного механического института рыбной промышленности. С 1964 года работал капитаном-дублёром и капитаном-директором китобойных баз «Владивосток» и «Дальний Восток». С 1970 года трудился в должности капитана-дублёра, а с 1971 года капитаном-директором Антарктической китобойной флотилии «Советская Россия».
Указом Президиума Верховного Совета СССР от 1 марта 1976 года За выдающиеся успехи в выполнении заданий девятой пятилетки и большой вклад в достижение высоких показателей Виталию Михайловичу Олейникову присвоено звание Героя Социалистического Труда с вручением ордена Ленина и золотой медали «Серп и Молот».
26 июня 1980 года было принято решение присвоить звание "Почётный гражданин города Владивосток". 
С 1982 года стал работать в должности начальника морской инспекции Управления производственных флотилий «Дальморепродукт». С 1989 года работал заместителем генерального директора ПО «Дальморепродукт». С 1992 года - заместитель генерального директора по безопасности мореплавания и кадрам ПО «Дальморепродукт». В 1996 году назначен на должность вице-президента открытого акционерного общества «Холдинговая компания «Дальморепродукт». Являлся членом КПСС с февраля 1957 года по 1991 год.
Проживал в городе Владивостоке. Умер 28 декабря 1999 года. Похоронен на кладбище «140-й километр» Владивостока.

## Награды
За трудовые успехи удостоен:
- золотая звезда «Серп и Молот» (01.03.1976)
- два ордена Ленина (26.04.1971, 01.03.1976)
- Орден Трудового Красного Знамени (07.07.1966)
- Медаль «За трудовое отличие» (02.03.1957)
- другие медали.
- Заслуженный работник рыбной промышленности РСФСР (1986).
- «Почётный гражданин города Владивосток» (26.06.1980).